# William Davidon
William Cooper Davidon (* 18. März 1927 in Fort Lauderdale, Florida; † 8. November 2013) war ein US-amerikanischer Physiker und Mathematiker, der sich mit theoretischer Physik und numerischer Analysis befasste. Außerdem war er Bürgerrechts-Aktivist.
Davidon studierte an der University of Chicago mit dem Bachelor-Abschluss 1947, dem Master-Abschluss 1950 und der Promotion 1954 (A proper time formalism). 1943/44 war er Elektronikingenieur bei der Mines Equipment Corporation und von 1948 bis 1954 Forschungsdirektor bei der Nuclear Instrumentation and Chemical Corporation. Von 1954 bis 1956 war er am Enrico Fermi Institute der University of Chicago und von 1956 bis 1961 am Argonne National Laboratory, bevor er 1969 Associate Professor und später Professor für Physik am Haverford College wurde. 1981 wechselte er auf eine Professur für Mathematik. 1991 wurde er emeritiert.
1966/67 war er als Fulbright Scholar an der Universität Aarhus und 1976/77 an der Universität Trondheim. Er war an der Entwicklung der ersten Quasi-Newton-Verfahren beteiligt, dem Davidon-Fletcher-Powell-Algorithmus. Er ist zusätzlich nach Roger Fletcher und Michael J. D. Powell benannt, die das Verfahren 1963 weiterentwickelten.
Er war aktiv in Anti-Vietnamkrieg-Protesten und im Citizens’ Commission to Investigate the FBI, einem Bürgerrechtskomitees zur Untersuchung von FBI-Aktivitäten, und war, wie 2014 bekannt wurde, hauptverantwortlich für einen Einbruch in ein FBI-Büro am 8. März 1971 (der Nacht des Boxkampfs von Joe Frazier gegen Muhammad Ali) in Media (einem Vorort von Philadelphia), in der die dort gelagerten Dokumente entwendet wurden. Der Einbruch führte zur Aufdeckung der COINTELPRO-Aktivitäten des FBI in den 1960er Jahren (der Bespitzelung politisch aktiver US-Bürger und Bürgerrechtler), nachdem die Dokumente anonym an Zeitungsredaktionen geschickt wurden. Nach Beendigung des Vietnamkriegs zog er sich aus der Friedensbewegung zurück und konzentrierte sich auf die berufliche Karriere.
Er war 1963 bis 1978 in zweiter Ehe mit der Schriftstellerin und Bürgerrechtlerin Ann Morrisett Davidon (1925–2007) verheiratet und hatte mit ihr zwei Töchter, von denen Ruth Davidon (* 1964) US-Teilnehmerin im Rudern bei den Olympischen Spielen 1996 war und Ärztin in San Francisco ist. 1987 heiratete Davidon erneut.